# Squash-Mannschaftsweltmeisterschaft der Frauen 1996
Die 10. Mannschafts-Weltmeisterschaft der Frauen (englisch 1996 Women’s World Team Squash Championships) fand vom 14. bis 19. Oktober 1996 in Petaling Jaya, Malaysia, statt. Insgesamt nahmen 20 Mannschaften teil. Italien gab sein Debüt bei einer Weltmeisterschaft.
Titelverteidiger Australien gewann die Neuauflage des Endspiels von 1994 gegen England mit 2:1. Dies war der fünfte Weltmeisterschaftstitel für Australien. Auch im Spiel um Platz drei trafen dieselben Mannschaften wie 1994 aufeinander. Erneut besiegte Südafrika in der abschließenden Partie Neuseeland. Deutschland belegte den 5. Platz, die Schweiz nahm nicht teil.

## Modus
Die teilnehmenden Mannschaften wurden gemäß ihrer Ergebnisse von der letzten Austragung für die Vorrunde in fünf Gruppen gelost. Innerhalb der Gruppen wurde jeweils im Round-Robin-Modus gespielt. Die drei bestplatzierten Mannschaften der Gruppen A und B sowie die Sieger der Gruppen C und D zogen ins Viertelfinale ein. Die Gruppenletzten der Gruppen A und B, die Gruppenzweiten und -dritten der Gruppen C und D sowie die beiden bestplatzierten Mannschaften der Gruppe E spielten um die Plätze 9 bis 16. Die Gruppenletzten der Gruppen C und D sowie der Gruppendritte und -vierte der Gruppe E spielten um die Plätze 17 bis 20.
Alle Mannschaften bestanden aus mindestens drei und höchstens vier Spielern, die in der Reihenfolge ihrer Spielstärke gemeldet werden mussten. Pro Begegnung wurden drei Einzelpartien bestritten. Eine Mannschaft hatte gewonnen, wenn ihre Spieler zwei der Einzelpartien gewinnen konnten. Die Spielreihenfolge der einzelnen Partien war unabhängig von der Meldereihenfolge der Spieler.

## Ergebnisse

### Vorrunde

#### Gruppe A
| Rang | Land               | Sp. | S | N | Sp.-Diff. | Punkte |
| ---- | ------------------ | --- | - | - | --------- | ------ |
| 1    | Australien         | 3   | 3 | 0 | 9:0       | 6      |
| 2    | Südafrika          | 3   | 2 | 1 | 5:4       | 4      |
| 3    | Deutschland        | 3   | 1 | 2 | 4:5       | 2      |
| 4    | Vereinigte Staaten | 3   | 0 | 3 | 0:9       | 0      |

| Australien  | – | Südafrika          | 3:0 |
| Australien  | – | Deutschland        | 3:0 |
| Australien  | – | Vereinigte Staaten | 3:0 |
| Südafrika   | – | Deutschland        | 2:1 |
| Südafrika   | – | Vereinigte Staaten | 3:0 |
| Deutschland | – | Vereinigte Staaten | 3:0 |

#### Gruppe B
| Rang | Land        | Sp. | S | N | Sp.-Diff. | Punkte |
| ---- | ----------- | --- | - | - | --------- | ------ |
| 1    | England     | 3   | 3 | 0 | 8:1       | 6      |
| 2    | Neuseeland  | 3   | 2 | 1 | 7:2       | 4      |
| 3    | Niederlande | 3   | 1 | 2 | 3:6       | 2      |
| 4    | Ägypten     | 3   | 0 | 3 | 0:9       | 0      |

| England     | – | Neuseeland  | 2:1 |
| England     | – | Niederlande | 3:0 |
| England     | – | Ägypten     | 3:0 |
| Neuseeland  | – | Niederlande | 3:0 |
| Neuseeland  | – | Ägypten     | 3:0 |
| Niederlande | – | Ägypten     | 3:0 |

#### Gruppe C
| Rang | Land     | Sp. | S | N | Sp.-Diff. | Punkte |
| ---- | -------- | --- | - | - | --------- | ------ |
| 1    | Finnland | 3   | 3 | 0 | 8:1       | 6      |
| 2    | Kanada   | 3   | 2 | 1 | 6:3       | 4      |
| 3    | Irland   | 3   | 1 | 2 | 3:6       | 2      |
| 4    | Malaysia | 3   | 0 | 3 | 1:8       | 0      |

| Finnland | – | Kanada   | 2:1 |
| Finnland | – | Irland   | 3:0 |
| Finnland | – | Malaysia | 3:0 |
| Kanada   | – | Irland   | 3:0 |
| Kanada   | – | Malaysia | 2:1 |
| Irland   | – | Malaysia | 3:0 |

#### Gruppe D
| Rang | Land       | Sp. | S | N | Sp.-Diff. | Punkte |
| ---- | ---------- | --- | - | - | --------- | ------ |
| 1    | Schottland | 3   | 3 | 0 | 9:0       | 6      |
| 2    | Frankreich | 3   | 2 | 1 | 5:4       | 4      |
| 3    | Hongkong   | 3   | 1 | 2 | 4:5       | 2      |
| 4    | Japan      | 3   | 0 | 3 | 0:9       | 0      |

| Schottland | – | Frankreich | 3:0 |
| Schottland | – | Hongkong   | 3:0 |
| Schottland | – | Japan      | 3:0 |
| Frankreich | – | Hongkong   | 2:1 |
| Frankreich | – | Japan      | 3:0 |
| Hongkong   | – | Japan      | 3:0 |

#### Gruppe E
| Rang | Land      | Sp. | S | N | Sp.-Diff. | Punkte |
| ---- | --------- | --- | - | - | --------- | ------ |
| 1    | Dänemark  | 3   | 3 | 0 | 6:3       | 6      |
| 2    | Spanien   | 3   | 2 | 1 | 6:3       | 4      |
| 3    | Brasilien | 3   | 1 | 2 | 5:4       | 2      |
| 4    | Italien   | 3   | 0 | 3 | 1:8       | 0      |

| Dänemark  | – | Spanien   | 2:1 |
| Dänemark  | – | Brasilien | 2:1 |
| Dänemark  | – | Italien   | 2:1 |
| Spanien   | – | Brasilien | 2:1 |
| Spanien   | – | Italien   | 3:0 |
| Brasilien | – | Italien   | 3:0 |

### Viertelfinale
| Australien | – | Schottland  | 3:0 |
| Neuseeland | – | Deutschland | 2:1 |
| Südafrika  | – | Niederlande | 2:1 |
| England    | – | Finnland    | 3:0 |

### Halbfinale
| Australien | – | Neuseeland | 3:0 |
| England    | – | Südafrika  | 3:0 |

### Finale
| Australien                                                    | Finale | England                                                       |
| ------------------------------------------------------------- | --- | ------------------------------------------------------------- |
| Team Sarah Fitz-Gerald Michelle Martin Liz Irving Carol Owens | Datum: 19. Oktober 1996 Ort: Petaling Jaya \| Michelle Martin \| 3:9, 9:4, 9:5, 7:9, 7:9 \| Cassie Jackman \| \| Sarah Fitz-Gerald \| 9:0, 9:1, 9:3 \| Linda Charman \| \| Liz Irving \| 9:4, 9:4, 10:8 \| Fiona Geaves \| Resultat: 2:1 | Team Linda Charman Cassie Jackman Fiona Geaves Suzanne Horner |
| Michelle Martin                                               | 3:9, 9:4, 9:5, 7:9, 7:9 | Cassie Jackman                                                |
| Sarah Fitz-Gerald                                             | 9:0, 9:1, 9:3 | Linda Charman                                                 |
| Liz Irving                                                    | 9:4, 9:4, 10:8 | Fiona Geaves                                                  |

## Abschlussplatzierungen
| Rang | Mannschaft  |
| 01.  | Australien  |
| 02.  | England     |
| 03.  | Südafrika   |
| 04.  | Neuseeland  |
| 05.  | Deutschland |
| 06.  | Niederlande |
| 07.  | Schottland  |
| 08.  | Finnland    |

| Rang | Mannschaft         |
| 09.  | Kanada             |
| 10.  | Frankreich         |
| 11.  | Ägypten            |
| 12.  | Vereinigte Staaten |
| 13.  | Spanien            |
| 14.  | Hongkong           |
| 15.  | Dänemark           |
| 16.  | Irland             |

| Rang | Mannschaft |
| 17.  | Malaysia   |
| 18.  | Brasilien  |
| 19.  | Italien    |
| 20.  | Japan      |